# Irving Saladino
Irving Saladino, född 23 januari 1983, Colón, Panama är en panamansk längdhoppare.
Saladino slog igenom på allvar 2006 när han blev tvåa i världsmästerskapen inomhus i Moskva med 8,29 m bara en cm bakom segraren.
I maj samma år satte han ett nytt sydamerikanskt rekord med 8,56 m i Rio de Janeiro. Han dominerade resten av säsongen med att bland annat vinna fem av sex Golden League-tävlingar. Inomhus 2007 hoppade han längst i världen med 8,31 vid tävlingar i Birmingham. Han fortsatte obesegrad genom säsongen med att även vinna VM i Osaka med nytt personligt rekord 8,57.
I februari 2008 hoppade han ett nytt personligt rekord inomhus med 8,42 m. En tid senare skadade han sig och kunde inte delta i Inomhus-VM i Valencia. Utomhussäsongen öppnade han med 8,39 m i Brasilien. En vecka senare slog Saladino till med 8,73 m vid tävlingar i Hengelo, vilket är bästa resultatet sedan 1994 och det sjunde bästa genom tiderna.
Saladino vann guldet i Peking-OS 2008.

## Personbästa
- Utomhus: 8,73 m (2008)
- Inomhus: 8,42 m (2008)